# Colitis pseudomembranosa
La colitis pseudomembranosa és una inflamació del còlon (colitis) que es produeix quan, en determinades circumstàncies, el bacteri anomenat Clostridioides difficile lesiona l'òrgan mitjançant la seva toxina i produeix diarrea i aparició a l'interior del còlon d'unes plaques blanquinoses anomenades pseudomembranes. Gairebé sempre apareix en persones tractades prèviament amb antibiòtics, i en persones debilitades ingressades a hospitals o residències de gent gran. La malaltia es caracteritza per una diarrea, de vegades d'olor fètida, febre i dolor abdominal, i pot arribar a ser greu i en alguns casos mortal (6-30%).

## Causes
L'ús de gairebé qualsevol antibiòtic, però especialment dels antibiòtics d'ampli espectre, tals com les quinolones, la clindamicina i les cefalosporines, causa que la microbiota normal de l'intestí s'alteri. En especial, quan l'antibiòtic destrueix bacteris competitius a l'intestí, qualsevol organisme restant tindrà menys competència per l'espai i els nutrients del còlon. L'efecte net és el de permetre un creixement de més extensió que certs bacteris normalment allà presents. Clostridioides difficile és un d'aquests bacteris, que a més de proliferar a l'intestí, també elabora una toxina, responsable de la diarrea que caracteritza la colitis pseudomembranosa.

## Diagnòstic i tractament
El més important és la prevenció: que el personal que atén persones enllitats o febles, es renti bé les mans (prou amb un sabó normal). Si apareix, es diagnostica mitjançant la determinació en excrements de la toxina del C. difficile. Si hi ha dubte, una colonoscòpia pot mostrar les plaques típiques de la malaltia.
El tractament consisteix en l'administració d'un antibiòtic contra Clostridioides difficile, generalment metronidazole o vancomicina, en qualsevol cas per via oral. són les recomanades habitualment per a infeccions lleus, moderades i greus. Últimament també hi ha disponibles la rifaximina i la fidaxomicina També són el tractament de primera línia per a les dones embarassades, sobretot perquè el metronidazole pot provocar defectes de naixement. La vancomicina típica de 125 mg es pren quatre vegades al dia per via oral durant 10 dies. La fidaxomicina es pren a 200 mg dues vegades al dia durant 10 dies. També es pot donar per via rectal si la persona desenvolupa un ileus.